# Movimento browniano

Movimento browniano de uma partícula num fluido. A partícula é apenas um ponto, do tamanho de todos os presentes na imagem, a área amarela serve para que se possa observar as setas - vetores aceleração - que são recebidos pela partícula em questão quando ela se choca com as outras partículas do fluido.

Movimento Browniano ou pedesis (em grego:  πήδησις /pɛ̌ːdɛːsis/ "pulando") é o movimento aleatório das partículas suspensas em um fluido (líquido ou gás), resultante da sua colisão com átomos rápidos ou moléculas no gás ou líquido. O movimento Browniano é um dos mais simples processos da estocástica (ou probabilística) de tempo contínuo, e é um limite de ambos os processos mais simples e mais complicados estocásticos (veja passeio aleatório e teorema de Donsker). Esta universalidade está intimamente relacionada com a universalidade da distribuição normal. Em ambos os casos, é muitas vezes conveniência matemática, em vez da precisão dos modelos, que motiva a sua utilização.
O termo "movimento Browniano", nomeado em homenagem ao botânico Robert Brown, também pode se referir ao modelo matemático usado para descrever tais movimentos aleatórios, que muitas vezes é chamado de teoria da partícula. Este modelo tem inúmeras aplicações do mundo real. Por exemplo, flutuações do mercado de ações são frequentemente citados, embora Benoît Mandelbrot rejeitou sua aplicabilidade aos movimentos de preços de ações, em parte, porque estes são descontínuos.

## Conceito
O movimento browniano é o movimento aleatório de partículas num fluido (líquido ou gás) como consequência dos choques entre todas as moléculas ou átomos presentes no fluido. O termo movimento browniano pode ser usado para se referir a uma grande diversidade de movimentos com partículas, com moléculas, e com ambos presentes em estados desde micro até macroscópicos em situações de organização caóticas, semi-caóticas, ou de proporções matemáticas, principalmente em casos de modelagem, todos estes na área denominada Física de partículas.
Esse fenômeno físico que é intrínseco à matéria e aos choques que ocorrem nos fluidos, também pode ser observado com macromoléculas, tendo por exemplo o momento que a luz incide em locais relativamente secos, permitindo que se veja macropartículas "flutuando" em suspensão no ar fazendo movimentos aleatórios. Vulgarmente confunde-se com poeira, entretanto deve-se notar que o ar (o fluido em questão) que pratica o movimento browniano e não as partículas (ou macromoléculas, neste caso poeira) que estão naquele.
Há um padrão pouco explícito em alguns casos deste movimento aleatório que o classifica como um movimento fractal, pois descreve um padrão dinâmico bem definido. Quem primeiro percebeu isso foi Benoît Mandelbrot, matemático francês.
Esse movimento está diretamente ligado com muitas reações em nível celular, como a difusão, a formação de proteínas, a síntese de ATP e o transporte intracelular de moléculas.
Hoje em dia, o movimento browniano serve de modelo na descrição de flutuações que ocorrem nos mais diversos e inesperados tipos de sistemas. Por exemplo, praticamente a mesma descrição e o mesmo tratamento matemático de Einstein podem ser adaptados para descrever flutuações de preços de mercadorias, a condutividade elétrica em metais e a ocorrência de cheias nos rios.
Físicos atualmente estudam tal movimento em relação à Teoria do Caos.

## Breve História

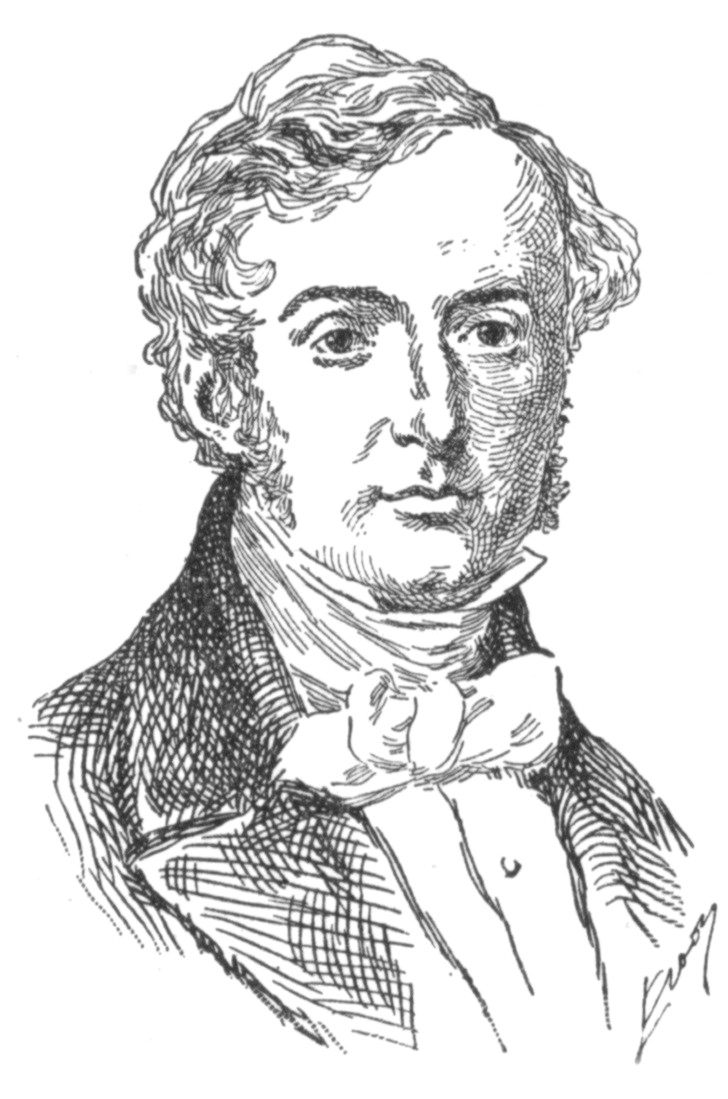
Robert Brown, cujo nome batizou o fenômeno.

O poema didático latino De rerum natura (Sobre a natureza das coisas), escrito por  Tito Lucrécio Caro  cita:

Os átomos movem-se num infinito vazio.

O universo é composto de átomos e vazio, nada mais.

Devido a sermos compostos de uma sopa de átomos em constante movimento[...].

As formas de vida neste mundo e nos outros estão em constante movimento, incrementando a potência de umas formas e diminuindo a de outras. 

Os sentimentos percebem as colisões macroscópicas e interacções dos corpos[...]Albert Einstein.

Demonstrando algum conhecimento das sociedades antigas sobre como choques de partículas geram os vários fenômenos que são citados. É de se observar que na época em questão não havia aceitação e nem entendimento unânime sobre a existência de átomos e outros componentes da matéria.
A disputa atômica começou com Demócrito e Anaxagoras. Os filósofos se opunham às teorias atômicas, distinguidos pela questão da gota d´água, por exemplo, que deve se dividir repetidamente sem limite, com cada subdivisão preservando as propriedades da original.
A escola atômica de Demócrito defendia que as subdivisões não podiam continuar indefinidamente. A doutrina da homogeneidade seguida por Anaxagoras defende que a divisão da gota pode continuar sem término, porque o tamanho do corpo não reflete a natureza da substância.

### Descoberta do Movimento Browniano
Em 1827, ao olhar através de um microscópio partículas encontradas em grãos de pólen na água,o biólogo Robert Brown observou que as partículas se moviam através da água, mas não foi capaz de determinar os mecanismos que causaram este movimento. Assim, foi o primeiro a observar cientificamente o movimento que achou se tratar de uma nova forma de vida, pois ainda não se tinha completa ciência da existência de moléculas, e as partículas pareciam descrever movimentos por vontade própria.
Jan Ingenhousz também fez algumas observações do movimento irregular de poeira de carbono em álcool em 1765. Porém, a primeira pessoa a descrever a matemática por trás do movimento Browniano foi Thorvald N. Thiele em 1880 em um artigo no método dos menores quadrados. Isto foi seguido independentemente por Louis Bachelier em 1900 em sua tese de PhD "A Teoria da Especulação". 
Átomos e moléculas , posteriormente foram teorizados como os constituintes da matéria e, muitas décadas depois, Albert Einstein publicou um artigo em 1905 que explicava em detalhes precisos como o movimento que Brown tinha observado era o resultado do pólen sendo movido por moléculas de água individuais. Esta explicação deste fenômeno de transporte serviu como a confirmação definitiva de que átomos e moléculas realmente existem, e foi ainda verificada experimentalmente por Jean Baptiste Perrin, em 1908. Perrin foi agraciado com o Prêmio Nobel de Física em 1926 "por seu trabalho sobre a estrutura descontínua da matéria" (Einstein tinha recebido o prêmio cinco anos antes "por seus serviços à física teórica", com citação específica de uma pesquisa diferente). Sendo então que a direção da força de bombardeamento atômico está constantemente mudando, e em diferentes momentos da partícula é atingido mais de um lado do que o outro, levando à natureza aparentemente aleatória do movimento.

### Resultados físicos posteriores
Theodor Svedberg fez importantes demonstrações do movimento Browniano em colóides e Felix Ehrenhaft, em partículas de prata no ar.

Jean Perrin realizou experimentos para testar os novos modelos matemáticos e seus resultados publicados finalmente colocaram um fim na disputa de dois mil anos sobre a existência dos átomos e moléculas.E, por esses trabalhos, ele foi agraciado com o prêmio Nobel de Física de 1926.
Alguns anos depois do trabalho de Einstein, o matemático Norbert Wiener provou que a trajetória browniana tem comprimento infinito entre dois pontos quaisquer. O caminho traçado pela partícula é tão demorado que, se houvesse um tempo infinitamente longo, ela percorreria todo o plano, sem deixar de passar por nenhum ponto. Tecnicamente se diz que, contrariando as aparências, o caminho percorrido pela partícula browniana não é uma linha (com dimensão 1), mas é uma superfície (com dimensão 2)!
E tem mais: Não pense que a trajetória da partícula browniana parece ser irregular porque o microscópio não tem um aumento suficiente para mostrar os detalhes da curva. Nada disso. Com um microscópio mais potente veríamos mais detalhes, realmente, mas a curva seria tão angulosa e irregular quanto antes.

### Métodos modernos de investigação do movimento browniano
Com o avanço das técnicas experimentais no século XX e XXI, diversas ferramentas ópticas e analíticas foram desenvolvidas para observar e quantificar o movimento browniano com alta precisão. Uma das mais importantes é a técnica de Espalhamento Dinâmico de Luz (Dynamic Light Scattering, DLS), amplamente utilizada na caracterização de nanopartículas e macromoléculas em solução. 
A técnica funciona direcionando um feixe de luz laser para uma amostra. As partículas em movimento browniano dispersam a luz, gerando flutuações na intensidade que são captadas por detectores e analisadas para calcular o tamanho das partículas com base na equação de Stokes-Einstein
Essa abordagem tem aplicações em áreas como físico-química de colóides, biofísica, farmacologia e nanotecnologia. Além do DLS, técnicas como a rastreabilidade por vídeo (video tracking) e a microscopia de correlação de fluorescência (FCS) também se mostraram valiosas no estudo das trajetórias e das propriedades dinâmicas de partículas individuais em meios fluidos. 
Esses métodos modernos não apenas confirmam os modelos teóricos clássicos, mas também revelam comportamentos complexos, como o movimento anômalo e interações coletivas em sistemas densos, ampliando o papel do movimento browniano como ferramenta fundamental na ciência contemporânea.

### Outras Pesquisas
Outro francês, Louis Bachelier, em sua tese de doutoramento apresentada em 1900, cinco anos antes do artigo de Einstein, desenvolveu praticamente toda a teoria do movimento aleatório, obtendo expressões semelhantes às que seriam depois obtidas por Einstein. No entanto, Bachelier não descrevia um sistema físico, como partículas suspensas em água, mas as flutuações das ações de uma bolsa de valores. Por essa razão, seus resultados passaram inteiramente despercebidos pelo,s físicos da época. Hoje, sabe-se que o tratamento teórico dessas flutuações serve para explicar inúmeros fenômenos que ocorrem em áreas completamente distintas, como a física, a biologia, a economia e as ciências políticas. A observação aparentemente inocente de Robert Brown revelou-se muito mais importante do que parecia do que quando foi relatada pela primeira vez. 

## Movimento Browniano na Física
A primeira teoria do Movimento Browniano na Física foi publicada por Einstein em sua tese de doutoramento no ano de 1905, publicada em  "Annalen der Physik". Inicialmente, Einstein analisou as equações de Navier-Stokes para o escoamento de um fluido incompressível, obtendo:
```
                                                         

  

    

      

        
η

        
∗

        
=

        
η

        
(

        
1

        
+

        
ϕ

        
)

      

    

    
{\displaystyle \eta *=\eta (1+\phi )}

  

```

Onde, 
{\displaystyle \eta *} = Viscosidade efetiva na presença de soluto;
{\displaystyle \eta } = Viscosidade do solvente puro;
{\displaystyle \phi } = Parte do volume total que é ocupada pelo soluto.
Assim, com base em grandezas conhecidas, como a massa molar e a densidade, tem - se que:
```
                                                        

  

    

      

        
ϕ

        
=

        

          

            
4

            
3

          

        

        
π

        
(

        

          
a

          

            
3

          

        

        
)

        
(

        
(

        
ρ

        

          
N

          

            
A

          

        

        
)

        

          
/

        

        
m

        
)

      

    

    
{\displaystyle \phi ={\frac {4}{3}}\pi (a^{3})((\rho N_{A})/m)}

  

```

Desse modo, as únicas incógnitas são o raio da partícula ({\displaystyle a}) e o Número de Avogrado ({\displaystyle N_{A}}). O cientista buscou ainda outro modo de relacionar {\displaystyle a}  e {\displaystyle N_{A}},  obtendo um resultado matemático em que relaciona a difusão (D) com a temperatura e a viscosidade do fluido, de forma:
```
                                                          

  

    

      

        
D

        
=

        

          

            

              
R

              
T

            

            

              
6

              
π

              
.

              
a

              
.

              
n

              
.

              

                
N

                

                  
A

                

              

            

          

        

      

    

    
{\displaystyle D={\frac {RT}{6\pi .a.n.N_{A}}}}

  

```

Onde, 
D = Coeficiente de Difusão
R = Constante universal dos gases
T = Temperatura Termodinâmica
{\displaystyle a} = Raio das partículas
{\displaystyle \eta } = Viscosidade do solvente puro
{\displaystyle N_{A}} = Número de Avogadro
Por meio do Movimento Browniano, Einstein possibilitou a observação de flutuações de partículas que anteriormente possuíam desvio quadrático médio muito pequeno. A base de sua teoria é tida como a semelhança do comportamento de soluções e do comportamento de suspensões diluídas, onde existe uma relação do coeficiente de difusão com a viscosidade, somado à uma dedução probabilística da equação de difusão. Diante desses cálculos, foi elaborado para o Movimento Browniano o deslocamento quadrático médio na direção "x" e o tempo de observação "t", tal que:
```
                                                               

  

    

      

        
<

        

          
x

          

            
2

          

        

        
>=

        
2

        
D

        
t

      

    

    
{\displaystyle <x^{2}>=2Dt}

  

```

No caso tridimensional, devido a isotropia, temos que:
```
                                                      

  

    

      

        
<

        

          
x

          

            
2

          

        

        
>=<

        

          
y

          

            
2

          

        

        
>=<

        

          
z

          

            
2

          

        

        
>=

        

          

            
1

            
3

          

        

        
<

        

          
r

          

            
2

          

        

        
>

      

    

    
{\displaystyle <x^{2}>=<y^{2}>=<z^{2}>={\frac {1}{3}}<r^{2}>}

  

```

```
                                                               

  

    

      

        
<

        

          
r

          

            
2

          

        

        
>=

        
6

        
D

        
t

      

    

    
{\displaystyle <r^{2}>=6Dt}

  

```

Alguns anos após as descobertas de Einstein, em 1908, Paul Langevin, assim como outros cientistas, buscou a generalização das fórmulas já criadas. Assim, Langevin definiu que o Movimento Browniano de uma partícula que esteja fora de um campo de força conservativo pode ser escrito como uma equação diferencial, sendo:
```
                                                               

  

    

      

        

          

            

              
d

              

              
v

            

            

              
d

              

              
t

            

          

        

        
=

        
−

        
η

        
v

        
+

        
ξ

        
(

        
t

        
)

      

    

    
{\displaystyle {\operatorname {d} \!v \over \operatorname {d} \!t}=-\eta v+\xi (t)}

  

```

Onde,
{\displaystyle \eta } = Viscosidade do meio;
{\displaystyle v} = Velocidade da particula;
{\displaystyle \xi (t)} = Força aleatória.
Vale ressaltar que {\displaystyle \xi (t)} é uma força que mantêm a agitação das partículas em suspensão, sendo atribuída a força gerada pelas moléculas do fluido nas partículas suspensas.
Langevin demonstrou que a variância da velocidade é dada por:
```
                                                         

  

    

      

        
<

        

          
v

          

            
2

          

        

        
>=

        
(

        
Γ

        

          
/

        

        
2

        
η

        
)

        
(

        
1

        
−

        

          
e

          

            
−

            
2

            
η

            
t

          

        

        
)

      

    

    
{\displaystyle <v^{2}>=(\Gamma /2\eta )(1-e^{-2\eta t})}

  

```

Onde,
{\displaystyle \Gamma }= Constante a ser calculada;
{\displaystyle \eta } = Viscosidade do meio;
{\displaystyle t}= Tempo.
Desse modo, para tempo longos, a função exponencial tende a zero, assim:
```
                                                              

  

    

      

        
<

        

          
v

          

            
2

          

        

        
>=

        

          

            
Γ

            

              
2

              
η

            

          

        

      

    

    
{\displaystyle <v^{2}>={\frac {\Gamma }{2\eta }}}

  

```

Levando em conta fatores como a energia cinética média das partículas, Langevin demonstra que:
```
                                                              

  

    

      

        
Γ

        
=

        

          
(

          

            

              

                
2

                
η

                

                  
k

                  

                    
B

                  

                

                
T

              

              
m

            

          

          
)

        

      

    

    
{\displaystyle \Gamma =\left({\frac {2\eta k_{B}T}{m}}\right)}

  

```

Onde,
{\displaystyle K_{B}} = Constante de Boltzmann;
T = Temperatura do meio externo.
Dessa maneira, para tempos suficientemente longos, a teoria de Langevin é equivalente as propostas de Einstein sobre o Movimento Browniano. 

## Analogia do Marinheiro bêbado
Uma maneira simples de compreender o processo de difusão do Movimento Browniano é o passeio ao acaso em uma dimensão, que pode ser exemplificado pelo "problema do marinheiro bêbado". 
Um marinheiro bêbado andando em linha reta, no eixo X, partindo de um poste dá sempre passos do mesmo tamanho. Tendo a possibilidade de caminhar para frente ou para trás. Qual será a sua distancia do poste após N passos?
Sendo {\displaystyle x_{n}} a posição após n passos. temos então:
{\displaystyle x_{1}=\pm 1{\begin{cases}<x_{1}>=0\\x_{1}^{2}=l^{2}<x_{1}^{2}>=l^{2}\end{cases}}}
{\displaystyle x_{2}=x_{1}\pm 1{\begin{cases}<x_{2}>=0\\x_{2}^{2}=<x_{1}^{2}>+l^{2}\pm 2<x_{1}>l=2l^{2}\end{cases}}}

{\displaystyle x_{n}=x_{n-1}\pm 1{\begin{cases}<x_{n}>=0\\x_{n}^{2}=<x_{n-1}^{2}>+l^{2}\pm 2<x_{n-1}>l\end{cases}}}

{\displaystyle \therefore <x_{n}^{2}>=<x_{n-1}^{2}+l^{2}=<x_{n-2}^{2}>+2l^{2}=...=nl^{2}}

O que resulta em:
{\displaystyle <x_{N}>=0}, mas {\displaystyle <x_{n}^{2}>=nl^{2}}

ou seja:
{\displaystyle x_{N_{qm}}={\sqrt {<x_{N}^{2}>}}={\sqrt {Nl}}}

Sendo:
N - o número de passos dados 
l - o tamanho dos passos 

## Exemplo Biofísico: A saída estreita
O problema da saída estreita (ou da janela estreita) é um problema da física, aplicado a biologia ou a biologia celular, aonde uma partícula Browniana (íon, molécula ou proteína), está confinada num domínio fechado (ou dentro de uma célula) por uma membrana refletiva (membrana plasmática), exceto por uma pequena janela pela qual ela pode sair. O problema resume-se em calcular o tempo médio para que ela escape. Sendo que este tempo é influenciado pelo tamanho da janela, velocidade da partícula e afins. 

## Gases
Em sistemas gasosos, ocorre a presença de movimento browniano. Na realidade um fluido puro apresenta movimento browniano entre suas partículas.
Quando se adiciona qualquer impureza esta pode apresentar movimento browniano com suas partículas e com as do fluido, representando assim um complexo estudo probabilístico.